# Rezervația paleontologică Golești
Rezervația paleontologică Golești este o arie naturală de interes național ce corespunde categoriei a IV-a IUCN (rezervație naturală de tip paleontologic), situată în județul Vâlcea, pe teritoriul administrativ al comunei Golești.

## Localizare
Aria naturală se află în Subcarpații Vâlcii (o subdiviziune a Subcarpaților Getici), în bazinul văii Sâmnicului, la o altitudine medie de 500 m, în partea sudică a satului Poenița.

## Descriere
Rezervația naturală a fost declarată arie protejată prin Legea Nr.5 din 6 martie 2000 și reprezintă o surpătură de pământ în versantul drept al pârâului Sâmnic, cu depozite fosilifere de vertebrate și nevertebrate atribuite Meoțianului și urme fosilizate ale frunzelor unor plante atribuite Neozoicului.